# Грибуваха
Грибува́ха — село в Україні, у Ровеньківській міській громаді Ровеньківського району Луганської області. Населення становить 394 особи (за станом на 2001 рік). Орган місцевого самоврядування — Благівська сільська рада.

## Населення

### Мова
Розподіл населення за рідною мовою за даними перепису 2001 року:
| Мова            | Кількість | Відсоток |
| --------------- | --------- | -------- |
| українська      | 370       | 93.91%   |
| російська       | 18        | 4.57%    |
| вірменська      | 4         | 1.02%    |
| інші/не вказали | 2         | 0.50%    |
| Усього          | 394       | 100%     |

## Географія
На північно-східній стороні від села Балка Дабривка впадає у річку Ровеньок.